# Bulia confirmans
Bulia confirmans là một loài bướm đêm thuộc họ Erebidae. Loài này có ở Cuba, Jamaica, Haiti, Cộng hòa Dominica, Puerto Rico, Grenada, miền bắc Venezuela và Colombia.
Ấu trùng ăn Jatropha gossypiifolia.